# Bologna Children’s Book Fair

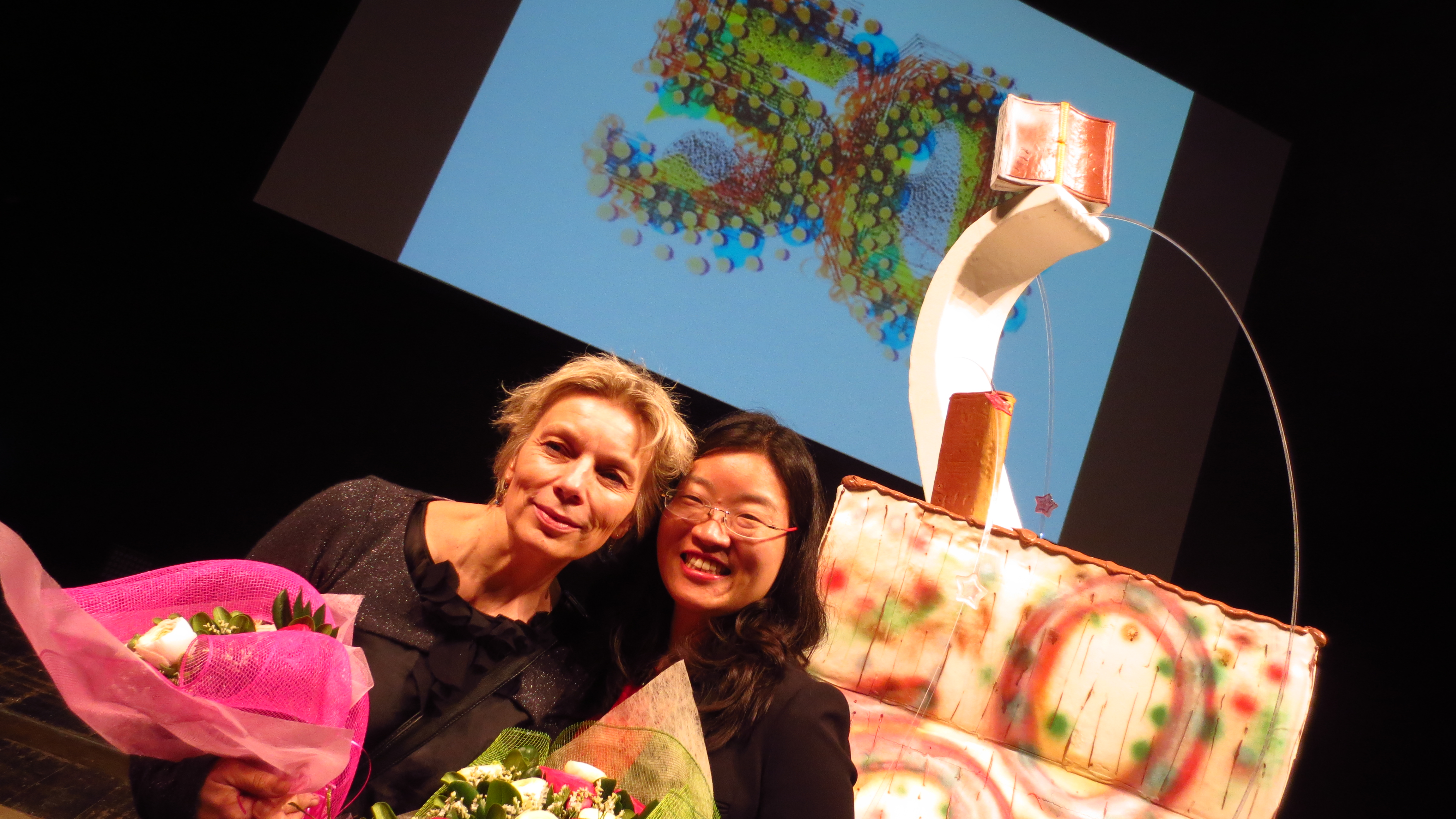
Iwona Chmielewska (links, Gewinnerin des Bologna Ragazzi Award 2013 in der Kategorie Fiction) zusammen mit der südkoreanischen Kinderbuchexpertin Jiwone Lee am 26. März 2013 auf der Bühne des Teatro Communale in Bologna während der Preisverleihung der Bologna Ragazzi Award 2013 im Rahmen der 50. Kinderbuchmesse Bologna.

Die Bologna Children’s Book Fair oder Internationale Kinderbuchmesse Bologna (italienisch Fiera del Libro per Ragazzi) ist eine Buchmesse in der italienischen Universitätsstadt Bologna. Sie ist die größte internationale Fachmesse für Bilderbücher, Kinderbücher und Jugendbücher.
Je ein Land ist jährlich wechselnder Ehrengast und stellt in einem eigenen Pavillon Kinderbücher und Illustrationen aus. Auf der Messe wird der Bologna Ragazzi Award in verschiedenen Kategorien verliehen. Im März 2018 fand die Bologna Children’s Book Fair zum 55. Mal statt. Nach Deutschland (2016) und Katalonien (2017) war 2018 China Ehrengast, 2019 folgte die Schweiz.
Wegen der COVID-19-Pandemie wurde die 57. Messe im Jahr 2020 auf der Messegelände in Bologna zunächst verschoben, dann ganz abgesagt. Stattdessen richteten die Organisatoren eine Webseite für alle angemeldeten Teilnehmer ein, um das Geschäft mit Kauf und Verkauf von internationalen Lizenzen und sonstige Zusammenarbeiten weiterhin zu ermöglichen. Im Juni 2021 wurde die Messe virtuell durchgeführt. 2022 fand die 59. Ausgabe der Messe wieder in Präsenz statt. Die 60. Kinderbuchmesse fand in Bologna im März 2023 statt. Die Messe 2024 war in der zweiten April-Woche.